# Ochate
Ochate (baszk nyelven: Otxate) egy elhagyott település Spanyolország északi részén. Számos legenda és történet kapcsolódik hozzá, többek között állítólagos UFO-észlelésekről is beszámoltak.

## Története
Nevének jelentése: „a hideg kapuja”. Első írásos említése (Gogate alakban) 1025-ből származik, majd 1238-ban Chochat alakban is említették. 1295-ben elhagyták, majd 1522-ben egy új helyen települt újra, és felépült a Szent Mihály-templom is. Bár több legenda is szól súlyos járványokról, a valóság az, hogy csupán 1918-ban a spanyolnátha érte el Ochatét, és annak is csak egyetlen halottja volt.
A 19. században nyílt meg a térségben a Camino Real Nuevo de Vitoria Laguardia nevű fontos útvonal, amely azonban elkerülte Ochatét, így nem csoda, hogy a falu hanyatlásnak indult, lakói lassan elköltöztek, többnyire a közeli településekre, például Imíruriba. Az 1930-as években egy Jacinto Ramírez nevű, agresszív viselkedésű lakó is hozzájárult ahhoz, hogy sokan elköltöztek: az utolsó csapást egy általa 1936-ban elkövetett gyilkosság jelentette. A bűncselekmény után az utolsó, egyébként Eusebio nevű lakó is elhagyta Ochatét. 1964-ben a püspök elrendelte, hogy bontsák le a templomot, amelynek kapuját a közeli Uzquianóba szállították át.

## Leírás
Spanyolország északi részén, a Kasztília és León autonóm közösséghez tartozó Burgos tartomány részét képező treviñói enklávé területén fekszik, amelyet teljes egészében a baszkföldi Álava tartomány vesz körbe. Maga Ochate személygépjárművel nem könnyen közelíthető meg, az utolsó 500 métert gyalog érdemes megtenni.
Ma már csak néhány kőházának romja látható, valamint a burgondói romkápolna és a legjellegzetesebb építmény: az egykori Szent Mihály-templom harangtornya. A kápolnába 1947-ben villám csapott, és amikor a villámcsapás után egy Victor Moraza nevű imíruri lakos a helyszínre érkezett, egy régi medált talált a Szűzanya képével: valószínűleg még az építés idejéből származik. A medált felújították, és minden év augusztus 15-én, amikor zarándoklatot tartanak a kápolnánál, elhozzák a helyszínre.

## Legendák, állítólagos paranormális jelenségek
Ma a legkülönbözőbb „legendák” terjednek Ochatével kapcsolatban, amelyeknek köszönhetően sokan pueblo malditónak, azaz „elátkozott falunak” hívják.
1981-ben egy Prudencio Muguruza Guerrero nevű, vitoriai fiatal a helyszínen járva egy izzó gömböt fényképezett le az égen. Ez már akkor több napilapban és folyóiratban megjelent, de Ochate akkor tett szert igazi hírnévre, amikor 1982-ben a Mundo Desconocido („Ismeretlen Világ”) című magazinban is megjelent róla egy írás, miután Muguruza hosszabb kutatómunkát végzett a térségben. Azóta a paranormális jelenségek után érdeklődő emberek, valamint „ufológusok” és spiritiszták sokasága látogat el rendszeresen ide, egyes csoportok titokzatos szeánszokat tartanak, szertartásokat is végeznek Ochatében.
Muguruza a 19. századi járványokkal kapcsolatban azt állítja: 1860-ban tífusz, 1864-ben himlő, 1870-ben pedig kolera pusztított a faluban, utóbbi alkalommal olyan sok halottal, hogy nem fértek be a temetőbe. Azt is írja: két évvel az utolsó járvány előtt a helyi pap, Antonio Villegas örökre, nyomtalanul eltűnt, amikor a burgondói kápolna felé tartott. A valóságban az esemény 1871-ben történt, és úgy tudni, a pap valójában egyik szolgálólányával együtt Brazíliába szökött.
1987-ben Alberto Fernández vezetésével egy csoport „kutató” azért érkezett a településre, hogy megpróbáljanak „szellemhangokat” rögzíteni felvevőjükkel. Nekik köszönhető két híressé vált elektronikushang-jelenség-észlelés: az egyiken az hallható, hogy Pandora vagy Kanpora, a másikon pedig az, hogy ¿Qué hace la puerta cerrada? („Mit csinál a zárt ajtó?”). Amikor Alberto társai visszaértek járműveikhez, állítólag őt magát megfulladva találták az autójában.
Iker Jiménez 1999-ben megjelent könyvében, az Enigmas sin resolver-ben („Megoldatlan rejtélyek”) titokzatos, mágikus eredetű felhőkről, öngyilkosságokról és különös lényekről írt Ochatével kapcsolatban.
2001-ben Enrique Echezarra jelentetett meg egy cikket, amelyben megbízható adatok segítségével cáfolta meg a Muguruza által 1982-ben leírtakat, 2007-ben pedig Antonio Arroyo és Julio Corral valós tényeken alapuló könyve jelent meg a településről.

## Képek

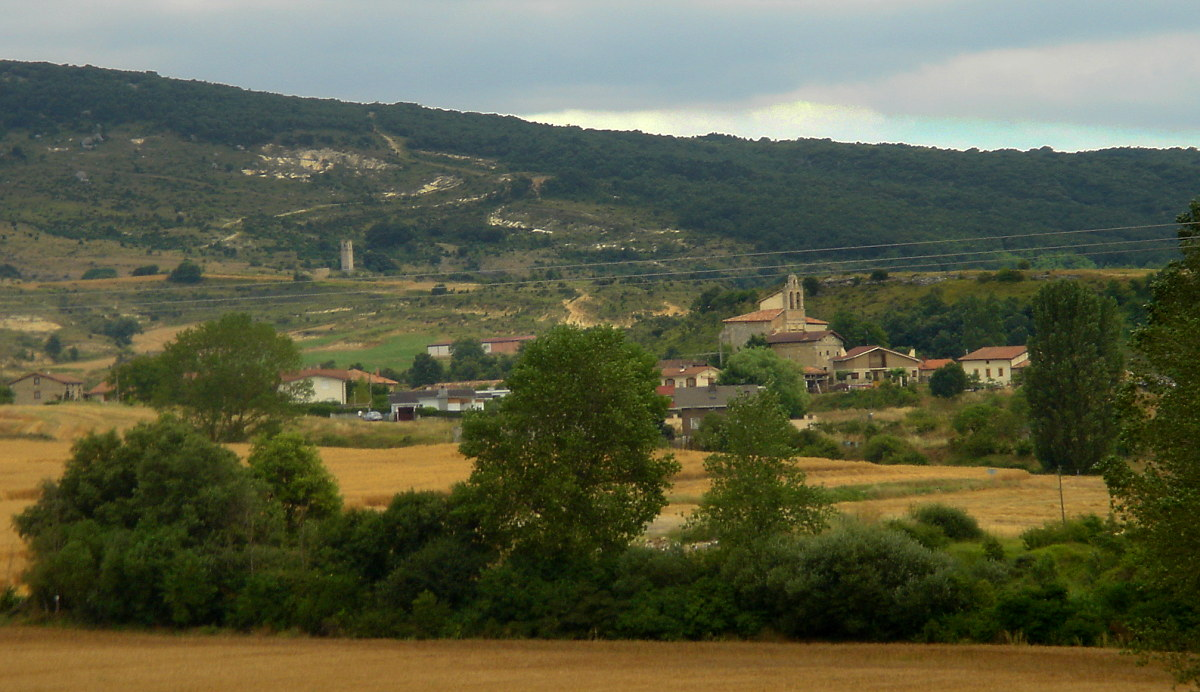
Az előtérben Imíruri település, a háttérben Ochate
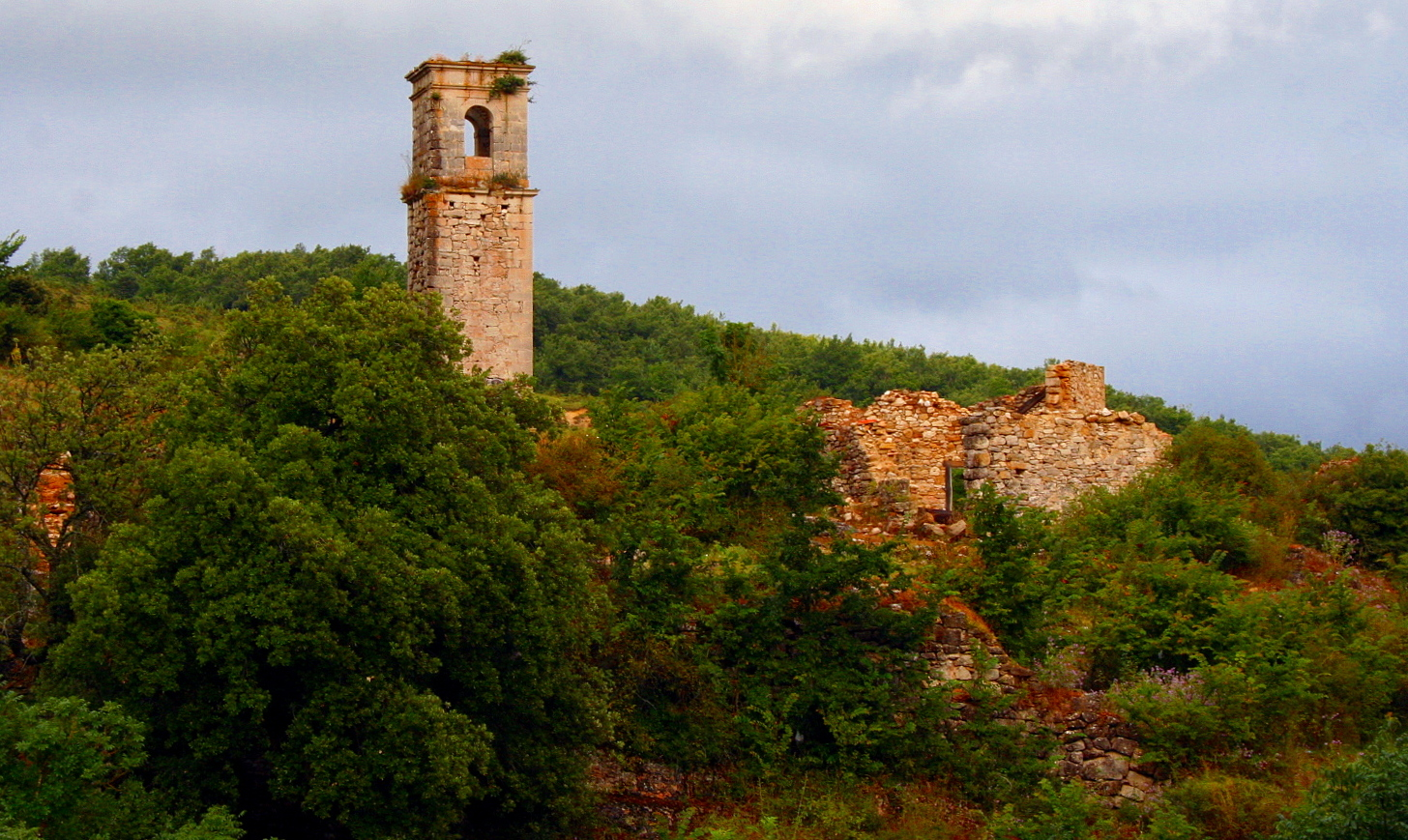
Ocahte romjai
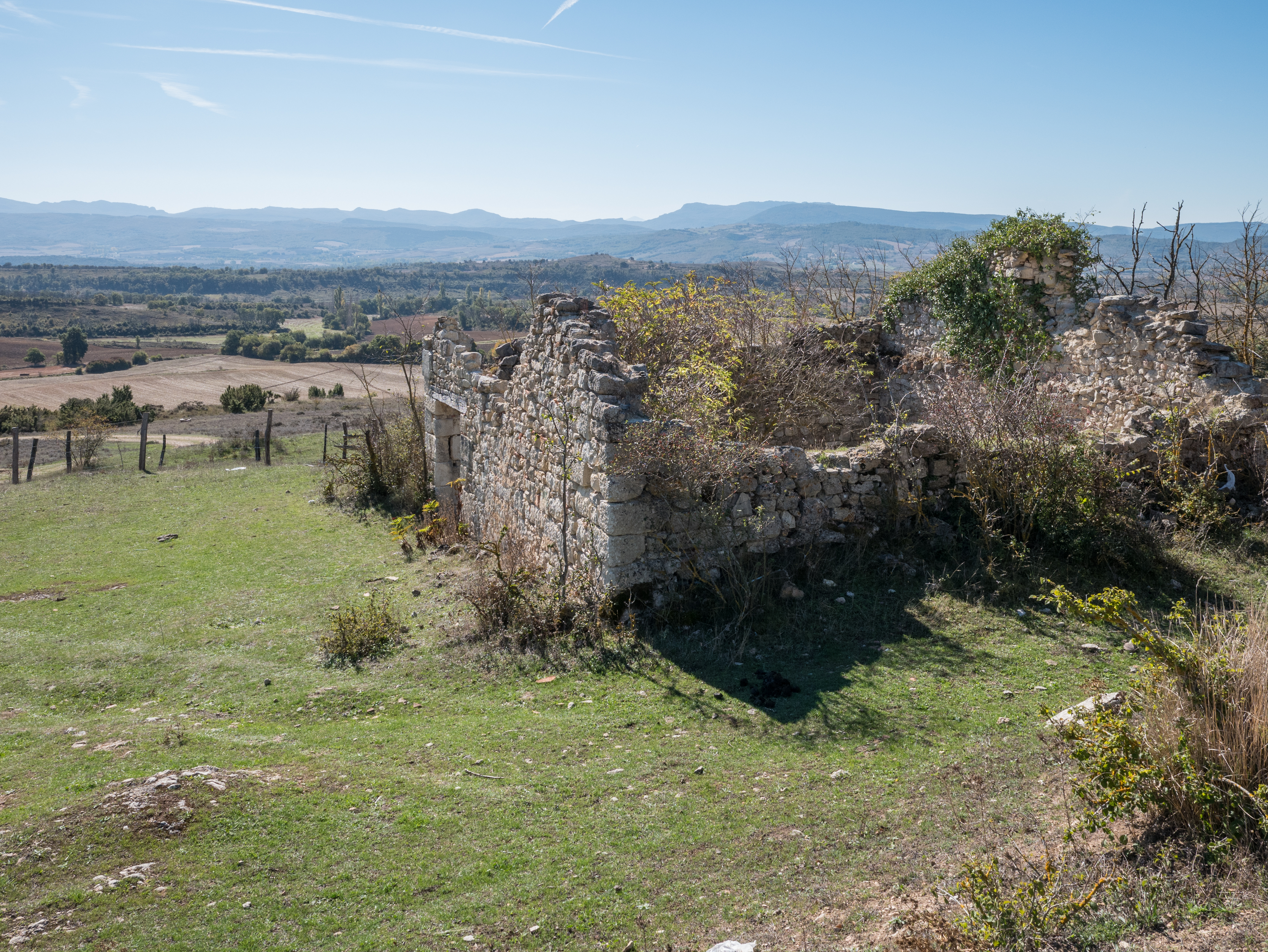
Romok és a táj
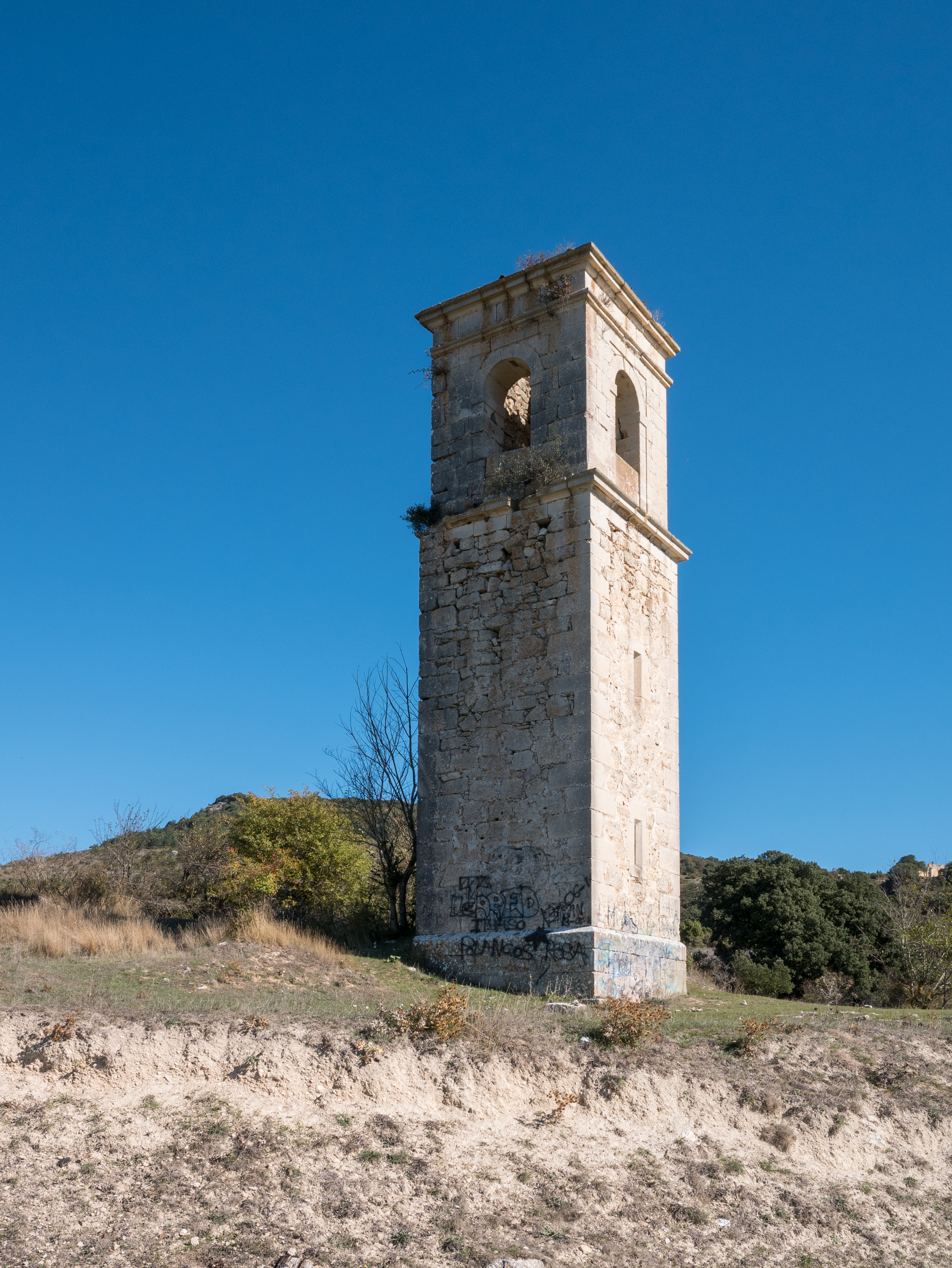
Az elhagyatott harangtorony